# Dor (Chof ha-Karmel)
Dor (hebrejsky דּוֹר, v oficiálním přepisu do angličtiny Dor) je vesnice typu mošav v Izraeli, v Haifském distriktu, v Oblastní radě Chof ha-Karmel.

## Geografie
Leží v nadmořské výšce 4 metry v hustě osídlené a zemědělsky intenzivně využívané pobřežní nížině.
Obec se nachází na břehu Středozemního moře, cca 60 kilometrů severoseverovýchodně od centra Tel Avivu, cca 23 kilometrů jihojihozápadně od centra Haify a 17 kilometrů severně od města Chadera. Dor obývají Židé, přičemž osídlení v tomto regionu je převážně židovské. Ovšem 3 kilometry východně od mošavu stojí město Furejdis osídlené izraelskými Araby. Spolu se sousedním kibucem Nachšolim vytváří vesnice Dor jeden souvislý urbanistický celek.
Dor je na dopravní síť napojen pomocí dálnice číslo 2.

## Dějiny
Dor byl založen v roce 1949. Místní ekonomika je založena na zemědělství včetně rybářství a turistice (provozování plážového letoviska).
Severně od mošavu leží v lokalitě Tel Dor zbytky starověkého města Dor. Na jeho místě pak ve středověku stála arabská vesnice Tantura. V roce 1931 v ní žilo 953 lidí v 202 domech. V květnu 1948 počátkem války za nezávislost byla Tantura ovládnuta izraelskými silami a arabské osídlení tu skončilo. Většina zástavby arabské vesnice pak byla zbořena.

## Demografie
Podle údajů z roku 2014 tvořili naprostou většinu obyvatel v Dor Židé (včetně statistické kategorie "ostatní", která zahrnuje nearabské obyvatele židovského původu ale bez formální příslušnosti k židovskému náboženství).
Jde o menší sídlo vesnického typu s dlouhodobě stagnující populací. K 31. prosinci 2014 zde žilo 387 lidí. Během roku 2014 populace stoupla o 4,9 %.
| Rok            | 1961 | 1972 | 1983 | 1995 | 2001 | 2003 | 2004 | 2005 | 2006 | 2007 | 2008 | 2009 | 2010 | 2011 | 2012 | 2013 | 2014 |
| -------------- | ---- | ---- | ---- | ---- | ---- | ---- | ---- | ---- | ---- | ---- | ---- | ---- | ---- | ---- | ---- | ---- | ---- |
| Počet obyvatel | 195  | 174  | 177  | 266  | 326  | 326  | 341  | 344  | 343  | 364  | 377  | 395  | 414  | 394  | 373  | 369  | 387  |